# Tiedemann Giese
Tiedemann Giese, Gise, Gisius (ur. 1 czerwca 1480 w Gdańsku, zm. 23 października 1550 w Lidzbarku Warmińskim) – biskup chełmiński, potem warmiński.

## Życiorys
Był synem burmistrza gdańskiego Alberta; spokrewniony z biskupem warmińskim Maurycym Ferberem. Studiował filozofię na uniwersytecie w Lipsku (1492-1496). Od 1504 był kanonikiem warmińskim; zaprzyjaźnił się z Mikołajem Kopernikiem. Pełnił także inne funkcje kościelne, był proboszczem w Zblewie (Żuławy Gdańskie) i parafii św. Piotra i Pawła w Gdańsku. Sprawował wiele urzędów w kapitule warmińskiej – administrator dóbr kapitulnych w Olsztynie (1510-1515 i 1521-1524), kanclerz (1509, 1516, 1518-1519), oficjał generalny (1517-1537), kustosz kapituły (1523-1538).
Współautor listu do króla polskiego Zygmunta Starego (1516) z prośbą o ochronę przed napadami krzyżackimi; był zdecydowanym rzecznikiem interesów Polski na Warmii.
1 sierpnia 1536 wyznaczony przez króla Zygmunta (który kilkanaście lat wcześniej nadał mu szlachectwo) na biskupa chełmińskiego jako koadiutor Jana Dantyszka. Po przeniesieniu Dantyszka na biskupstwo warmińskie otrzymał zatwierdzenie papieskie (11 stycznia 1538). Rezydował w Lubawie, gdzie był mecenasem nauki i kultury, gościł m.in. Kopernika i Jerzego Retyka. Po śmierci Dantyszka kapituła warmińska wybrała go 25 stycznia 1549 na kolejnego biskupa (potwierdzenie papieskie 25 maja 1549); zmarł zaledwie rok później.
Był cenionym dyplomatą, zaufanym króla Zygmunta Starego. Humanista, utrzymywał korespondencję m.in. z Erazmem z Rotterdamu, Filipem Melanchtonem i Jerzym Retykiem. Wśród jego opublikowanych dzieł najbardziej znanym jest Centum et decem assertionum, quas auctor earum Flosculos appellavit de homine interiore et exteriore. Antelogikon (1525), stanowiące polemikę ze zwolennikiem Lutra Briesmannem. Większość pozostałych prac Giesego zaginęła (m.in. rozprawa o Arystotelesie i dzieło De Regno Christi).
Przeszedł do historii jako wieloletni przyjaciel Kopernika. Po śmierci astronoma daremnie interweniował u władz miejskich Norymbergi w sprawie wydawcy dzieła De revolutionibus, który samowolnie zniekształcił tytuł i dodał przedmowę pomniejszającą znaczenie odkryć.
Jego bratanek, również Tiedemann Giese, był sekretarzem królewskim i dyplomatą.

## Tiedemann Giese w filmie
Postać Tiedemanna Giese występuje w serialu "Kopernik" i filmie pod tym samym tytułem w reżyserii Ewy i Czesława Petelskich z 1972 r. Rolę tę grał Henryk Borowski.

## Literatura
- Teresa Borawska: Tiedemann Giese (1480-1550) w życiu wewnętrznym Warmii i Prus Królewskich. Olsztyn: Wydawnictwo Pojezierze, 1984. ISBN 83-7002-167-0. Brak numerów stron w książce